# Lepanthes capitana
Lepanthes capitana är en orkidéart som beskrevs av Heinrich Gustav Reichenbach. Lepanthes capitana ingår i släktet Lepanthes och familjen orkidéer.
Artens utbredningsområde är Ecuador. Inga underarter finns listade i Catalogue of Life.